# Axel Guldbrandsen
Axel Emil Guldbrandsen, född 26 februari 1848 i Köpenhamn, död 21 februari 1923, var en dansk musiker.
Guldbrandsen var lärjunge till Johan Stockmarr och Vilhelm Andersen (fagott), Asger Hamerik (musikteori) och Christian Schiørring (violin). Från artonårsåldern tillhörde han köpenhamnsorkestrarnas fasta inventarier. År 1872 anställdes som fagottist i Det Kongelige Kapel, blev 1906 förste fagottist och lämnade 1917 denna befattning.
Särskild förtjänst hade Guldbrandsen av sitt arbete för sångföreningarna. Sedan sin ungdom var han dirigent i tre sångföreningar i Köpenhamn, Odeon, Typografernes och Brage men redan 1873 blev han underdirigent för de samlade köpenhamnska, 1898 överdirigent för de samlade själländska, och 1906 (efter Johan Svendsens avgång) överdirigent för de centraliserade danska sångföreningarna, i vilken egenskap han 1907 dirigerade den stora sångarfesten i Ålborg.